# Woody Gibson
Woody Gibson (5 marzo 1993) è un calciatore britannico originario di Turks e Caicos, difensore dell'AFC Academy.

## Carriera

### Club
Dal 2011 gioca con l'AFC Academy.

### Nazionale
Ha esordito in Nazionale il 2 luglio 2011 nella partita di qualificazione ai Mondiali 2014 che la sua squadra ha perso per 4-0 contro le Bahamas.